# موسی‌آباد (نیشابور)
موسی‌آباد، نام روستایی از توابع شهرستان نیشابور در استان خراسان ایران بوده‌است.

## تابعیت
این روستا یکی از روستاهای تابعه دهستان ریوند، دهستان هفتم (در تقسیمات پیشین کشوری) از دهستان‌های پانزده‌گانه شهرستان نیشابور بوده‌است.